# Beaumesnil (Calvados)
Beaumesnil – miejscowość i gmina we Francji, w regionie Normandia, w departamencie Calvados.
Według danych na rok 1990 gminę zamieszkiwało 177 osób, a gęstość zaludnienia wynosiła 35 osób/km² (wśród 1815 gmin Dolnej Normandii Beaumesnil plasuje się na 709. miejscu pod względem liczby ludności, natomiast pod względem powierzchni na miejscu 880.).